# Filament de Perseu–Pegàs
El filament Perseu–Pegàs és un filament de galàxia que conté el Supercúmul Perseu-Peixos i s'estén per més o menys un bilió d'anys llum (o per damunt 300/h Mpc). Actualment, és considerat per ser una de les estructures conegudes més grans en l'univers. Aquest filament és adjacent al complex de supercúmuls Peixos-Balena.

## Descobriment
El filament de Perseu–Pegàs va ser descobert per David Batuski i Jack Burns de la Universitat Estatal de Nou Mèxic el 1985.